# 全米洪水保険制度
全米洪水保険制度（ぜんべいこうずいほけんせいど、英:National Flood Insurance Program, NFIP）は、アメリカ合衆国連邦政府が運営する洪水保険制度。1968年に連邦議会で可決された全米洪水保険法 (National Flood Insurance Act) に基づき、翌1969年に本制度の運用が開始した。現在、本制度は連邦危機管理庁 (FEMA) 傘下の連邦保険局 (FIA) によって運営されている。
本制度は、自治体（コミュニティ）単位で加入し、洪水被害が発生した際には、連邦政府の保証のもと、被害者へ保険金を支払うというものである。本制度に加入する自治体は、各種の洪水対策を講じる義務を負っている。このように、本制度は単に洪水被害者の救済のみを目的とするにとどまらず、洪水被害の防止・軽減をもその目的としている。

## 沿革
アメリカでは19世紀以来、河川構造物の整備を中心とするハード対策が治水対策の主流となっていた。しかし1950年代以降、洪水対策のための構造物事業（堤防やダムの建設など）が進展したにもかかわらず、多くの住民・企業が危険の高い氾濫原に立地しており洪水被害額は一向に減少しなかったため、1960年代後期ごろからハード対策中心の治水が見直され、洪水危険性を広く周知するなどのソフト対策への移行が検討されるようになった。
ソフト対策として重視されたのは、洪水被害者の救済と洪水被害の軽減の2点だった。前者の洪水被害者の救済を実現するため、連邦政府による洪水保険の運用が、後者の洪水被害軽減策として、洪水危険度の高い地域での土地利用規制の実施が、それぞれ検討され始めた。この洪水保険と土地利用規制は、治水対策上、密接にリンクするものとされ、両者を一体のものとして実現しようとする動きが強まっていった。しかし、特に洪水保険の導入に対しては、民間保険業界から強い反対が打ち出された。こうした反対を抑制し、洪水保険の導入と土地利用規制を柱とする全米洪水保険法が連邦議会において制定されたのは、ようやく1968年になってからであった。同法の制定に基づき、翌1969年に全米洪水保険制度が発足した。
制度の発足当初は、連邦保険局 (FIA) ならびに全米洪水保険協会 (NFIA) による共同運営だったが、1978年に連邦保険局の単独運営へ移行した。1973年には洪水災害防御法 (Flood Disaster Protection Act of 1973) の制定により、洪水多発地域の自治体に対し全米洪水保険への加入を強制する制度改正がなされた。
1983年には、洪水保険の普及のため、連邦保険局と協定を締結すれば民間保険会社も洪水保険を販売できるWYO制度 (Write Your Own Program) が導入された。民間保険会社は、保険手数料のみを得るが、保険支払いは連邦政府が100％保証するので、一切損失を被らない。21世紀までに洪水保険件数の約90％がWYO制度を通じて契約されるようになっている。1991年には、自治体による治水対策の進展度に応じて保険料率を軽減する自治体料率システム (Community Rating System) が導入された。このシステムは、自治体が洪水リスクの軽減に積極的に取り組む強いインセンティブを与えている。
2003年時点での保険契約件数は約440万件で、うち約180万件がフロリダ州、約46万件がテキサス州、約38万件がルイジアナ州と、メキシコ湾岸のハリケーン襲来地帯に多い。年間保険料は、約18億ドルにのぼる。

## 概要
全米洪水保険制度の特徴は、個人単位での加入を認めず、自治体（コミュニティ）単位での加入のみとしている点と、氾濫原での土地利用規制や各種洪水対策と強く関連づけられている点とにある。自治体単位での加入とは、自治体が洪水保険契約を結ぶということではない。洪水保険契約を結ぶのはあくまで各個人・法人であるが、自治体が洪水保険制度へ加入して初めて、その自治体に在住する個人・法人が洪水保険契約を結びうることを意味する。
一般に洪水保険は、3つの大きな障壁 - (1)大数の法則の不成立（洪水は広域的・同時的に発生し、確率的に発生するのでない）、(2)逆選抜による加入者確保が困難（洪水被災の可能性が高い者ばかり加入する）、(3)大規模災害時の保険の不安定化（多額の保険金支払いで保険制度の不安定化・破綻） - のため、その導入が困難だとされている。
しかし、全米洪水保険制度はこれらの障壁に対応するための工夫がなされている。まず、加入自治体に土地利用規制・洪水対策を義務づけて洪水被害のリスクを軽減しており、大数の法則の不成立によるデメリットを抑制している。また、個人単位でなく自治体単位で加入させることで、地域の洪水危険度に応じた保険料率の設定が可能となっており、これによって逆選抜の問題を解消している。災害時の保険の不安定化に対しては、連邦政府が保険支払いを完全保証することで対応している。
以下、本制度について、自治体が加入する流れに沿って概観する。

### 加入・非加入の選択
まず、連邦危機管理庁 (FEMA) において、洪水危険境界地図 (Flood Hazard Boundary Map) が作成される。この地図には、100年確率洪水時の浸水区域と500年確率洪水時の浸水区域が図示されている。前者の100年確率洪水時の浸水区域は特別洪水危険地帯 (Special Flood Hazard Area) とされる。
これらの浸水区域を域内にもつ自治体は、洪水危険境界地図の発行後1年以内に全米洪水保険制度への加入・非加入を決定することとなる。非加入を選択した自治体では、その住民は洪水保険の契約を行うことができず、また特別洪水危険地帯での各種洪水災害復興に係る連邦補助制度の適用を全く受けられない。

### 緊急プログラム
加入を選択した自治体は、連邦保険局が設定する土地利用規制（氾濫原管理規制と洪水危険地帯での開発行為の許可制）の導入に合意した上で、まず緊急プログラムに加入することになる。緊急プログラムは正規プログラムへ移行するまでの暫定的なものであり、この段階ではまだ保険金額が一定額までしか認められない。緊急プログラム適用の間に、自治体は連邦政府へ洪水危険度調査を要請し、連邦保険局・陸軍工兵隊・地質調査所・土壌保全局らが特別洪水危険地帯を確定するための詳細な調査を実施する。
以上の調査に基づいて、洪水保険料率地図 (Flood Insurance Rating Map) が作成される。これは洪水危険度に応じた保険料率を地図化したものである。この地図上で示される洪水危険地帯は、大きく3つに分けられる。特別洪水危険地帯 (Special Flood Hazard Area) は100年確率洪水時の浸水区域を示しており、料率地図では危険度に応じて細かく8段階に分けられている。このうちいくつかの段階では洪水保険への加入強制要件が適用される。次いで500年確率洪水時の浸水区域までは中位洪水危険地帯 (Moderate Flood Hazard Area) に、500年確率以上の区域は最低洪水危険地帯 (Minimum Flood Hazard Area) に、それぞれ区分されている。この料率地図が公表され、一定の周知期間が経過すると、料率地図は正式に発効し、緊急プログラムから正規プログラムへの移行が可能となる。
なお、1991年までに緊急プログラムから正規プログラムへの移行が完了しているため、その後、緊急プログラムが適用される自治体はほとんど存在していない。

### 正規プログラム
正規プログラムに移行すると、保険金額の上限が引き上げられ、洪水保険料率地図に記載されている保険料率での契約が可能となる。正規プログラム移行後も、洪水保険料率地図に不服がある場合は異議申し立てが可能であり、個々の実情に応じた保険料率へ変更する仕組み (Letter of Map Amendment) が整備されている。
全米洪水保険制度における保険の目的は、地表上に立ち屋根と外壁を有する建物および動産である。ただし、動物・作物・屋外設備・自動車などは保険の目的から除外されている。保険料率は洪水保険料率地図に応じて設定される。併せて、建物の建築年・建築種別・床面高さなどにも応じて保険料率は変動する。共同住宅（区分所有建物）の場合は、共同住宅一括契約 (Condominium Master Policy) により、一戸建て契約よりも保険料率が安く設定されている。

### 自治体料率システム
本制度と各種洪水対策との間に強い関連性を生み出しているのが、自治体料率システム (Community Rating System) である。自治体料率システムは1991年に導入された。自治体が、各種施策によって洪水リスクを低減した度合いに応じて、当該自治体内の保険料率を引き下げるシステムである。
自治体料率システムの適用を受けたい自治体は、連邦保険局へ申請を行う。連邦保険局は当該自治体の洪水対策事業を審査するが、実際には外部企業へ審査業務を委託している。審査を受託した企業は、連邦保険局が定めた約90の審査項目ごとに審査を行い、その結果を連邦保険局へ報告する。連邦保険局は審査結果をもとに当該自治体の保険料率引き下げ率を決定する。保険料の引き下げ率は、0％から最大45％まで5％ごと10段階に設定されている。2004年現在で最高の引き上げ率を獲得しているのはオクラホマ州タルサ市で、40％引き下げの適用を受けている。
上記のように、自治体料率システムは、自治体による洪水対策を促進させるとともに、洪水対策で引き下げられた安い保険料によって、より多くの洪水保険加入者を引き寄せ、将来の洪水被害者救済を容易にする働きをもっている。連邦危機管理庁からは、自治体料率システムの評価点を保つための手引き (CRS Record-Keeping Guidance) も公表されており、各自治体はこの手引きに沿って洪水対策を進めることが可能となっている。

## 参考サイト
- 『住宅の耐震性を促進させる社会システムと保険制度のあり方に関する研究』、文部科学省「大都市大震災軽減化特別プロジェクト」平成15年度成果報告書 (PDF) - 防災科学技術研究所
- 坪川博彰、『災害保険講座第1回 米国の国家洪水保険制度について』、災害に強い社会システムに関する実証的研究ニューズレター第9号、2004年12月 (PDF) - 防災科学技術研究所
- 関健志、『「アメリカ合衆国 環境に配慮した河川管理政策調査団」報告』、RIVER FRONT vol37、2000年1月 (PDF) - 財団法人リバーフロント整備センター
- 湧川勝己・柳澤修、『今後の治水対策の方向性に関する研究 - 洪水保険制度を切り口とした今後の動向検討 -』、JICE REPORT vol4、2003年11月 (PDF) - 財団法人国土技術研究センター

## 関連サイト
- The National Flood Insurance Program - アメリカ連邦危機管理庁FEMA